# 二色五味子
二色五味子（学名：Schisandra bicolor）为五味子科五味子属下的一个种。种名 bicolor 意为“二色的”。